# Групповая защитная активность
Групповая защитная активность — поведение группы, направленное на поддержание позитивного состояния групповой реальности и сохранение групповой целостности.
Социальная группа выступает субъектом защитной активности. Группа как целое, как система, имеет те свойства, которые не имеют ее участники по отдельности. Поэтому для отстаивания своей целостности в ответ на угрозу распада и для поддержания позитивного Мы-образа она использует такие защитные механизмы, которые не свойственны отдельным индивидам.
Защитные способы действования в ситуации обнаружения угрозы воспринимаются членами группы как осмысленные, разумные, рациональные, соответствующие ситуации. Они становится нормой поведения для членов группы. Активизация групповых защитных механизмов помогает противостоять разрушающему воздействию, поступающему извне и изнутри, однако неадекватно высокий уровень защитной активности может приводить к снижению эффективности деятельности группы.

## Причины групповой защитной активности
Групповая защитная активность выполняет стабилизационную функцию. Она помогают сохранить позитивное состояние групповой реальности и целостность группы. Феномен защитной активности естественно возникает в ходе жизнедеятельности группы. Защитные механизмы работают и на этапах «спокойного», то есть хорошо прогнозируемого, регулярного, легко воспроизводимого функционирования группы, однако в наибольшей степени они актуализируются в критических, кризисных ситуациях, несущих отчетливую угрозу нарушения групповой целостности. Другими словами, действие групповых защитных механизмов наиболее велико при возникновении проблемы «выживания» группы как целого.

## Групповая целостность как предмет защиты
Целостность как качественная характеристика группы выступает предметом ее психологической защиты. Три аспекта групповой целостности :
1. Топологический аспект (пространственный). Подразумевает наличие и сохранность границ, отделяющих группу от внешней социальной среды. Целостной будет такая социальная группа, границы которой четко обозначены любым способом, позволяющим отличить члена данной группы от не-члена, другими словами, «своего» от «чужого».
2. Структурный аспект. Подразумевает наличие и устойчивость определенной структуры взаимосвязанных элементов единого образования, каким выступает социальная группа. Сама структура определяется по характеру отношений, в которые вступают данные индивиды, являясь членами одной группы. Тогда речь идет о коммуникативной, статусной, властной, функционально-ролевой и т. д. структурах группы. Другой вариант ответа на поставленный вопрос о внутригрупповой структуре может быть дан, исходя из анализа совместной групповой деятельности. Тогда структура группы определяется функциональной структурой совместной деятельности.
3. Процессуальный аспект (динамический). Подразумевает наличие того комплекса динамических факторов, который обеспечивает непрерывное функционирование группы. Прежде всего, это характеристики совместной групповой деятельности, такие как ее содержание, характер, цели, средства и т. п.

## Области изучения группы как субъекта защитной активности
- Этнопсихология

Г. В. Солдатова говорит о защитной активности целых этнических общностей. Актуализация защитных механизмов помогает адаптироваться в условиях межэтнической напряженности в конфликтных, кризисных ситуациях. С их помощью этнические группы своими силами пытаются урегулировать возникшую напряженность через сохранение и усиление своей этнической идентичности. Эти механизмы имеют ярко выраженный компенсаторный характер: они направлены на поднятие престижности собственной этнической группы. Другие исследователи говорят о таких специфичных механизмах защиты у этнических общностей как усиление дифференциации на «свои» и «чужие», ингрупповом фаворитизме и аутгрупповой враждебности, об искажении образа актуальной ситуации межэтнического взаимодействия и т. д.
- Психология семьи

Семья как группа и система также прибегает к защитной активности для сохранения своей целостности. Трагические события, изменение количества членов семьи, потеря стабильности ведут к актуализации защитных механизмов, причем члены семьи не всегда дают себе в этом отчет. Так возникают семейные мифы, табу на обсуждение запретных тем и жесткая система семейных правил: таким образом семья как целостная структура пытается справиться с трудностями . Это напоминает работу принципа гомеостаза: нарушение стабильности автоматически приводит к действиям по возвращению системы в стабильное состояние.
- Организационная психология

Организация как субъект защитной активности также выступает объектом исследовательского внимания. Организация объединяет людей в группы, а люди, объединенные в группы, заставляют функционировать организацию. Нельзя представить организацию без людей и групповой активности. В связи с этим исследователи стараются включить социальную психологию в проблематику организационного поведения. Таким образом, анализ групповых защитных механизмов помогает преодолеть разрыв между двумя областями научного знания.

### Стратегии реагирования группы на угрозу нарушения групповой целостности
На основе теоретического анализа В. А. Штроо выделил две стратегии реагирования группы на угрозу нарушения групповой целостности:
1) Организационно-деятельностная стратегия.
Предпринимаются меры, приводящие к изменениям в функциональной и операционально-технической составляющих групповой деятельности (перераспределение функционально-ролевых взаимоотношений между членами группы, при необходимости набор новых членов или уменьшение неоправданно разросшегося численного состава и т. п.). К этой стратегии прибегают, когда члены группы испытывают чувство неудовлетворенности наличным или прогнозируемым положением дел в результате несоответствия между объективными результатами совместной групповой деятельности и ее целями.
2) Когнитивно-аффективное переструктурирование ситуации.
Не затрагиваются объективные ситуационные характеристики, но трансформируются перцептивные (информационные) и мотивационно-смысловые аспекты совместной деятельности (групповой миф, табуирование отдельных сфер групповой жизни, информационная изоляция, ритуализация внутригруппового поведения и т. п.). Стратегию когнитивно-аффективного переструктурирования ситуации порождает возникшее противоречие либо между группой и внешней (социальной) реальностью, либо между элементами самой групповой реальности. Эта стратегия актуализируется при возникновении групповой эмоции страха и позволяет поддержать позитивный образ группы на уровне группового сознания. Однако этот образ может быть неадекватен и абсолютно не соответствовать объективной ситуации.

## Типология форм групповой защитной активности

### Критерии для типологии
1. Локализация источника угрозы: откуда она исходит — из внешней среды или же существует внутренняя опасность.
2. Адекватность групповой реакции на угрозу.
  - соответствие локусу угрозы
  - освобождение от угрозы в результате защитных действий

#### 12 типов групповой защитной активности
1) Групповое табу
Запрет на обсуждение внутригрупповых тем внутригрупповой жизни.
Локус угрозы: внутренний.
Предмет защиты: Структурный и динамический аспекты групповой целостности.
К примеру, запреты в семье на выражение определенных эмоций, табу на обсуждение семейных секретов.
2) Группомыслие
Групповое решение, качество которого оценивается с учетом сохранности в группе единодушия, согласия.
Локус угрозы: Внешний и/или внутренний.
Предмет защиты: Структурный и динамический аспекты групповой целостности.
Феномен был описан Ирвином Джанисом, который проанализировал процессы группового принятия решений, приведшие к самым тяжелым провалам в американской истории (Перл-Харбор; Вторжение в залив Свиней; Вьетнамская война). С точки зрения Джаниса, эти грубейшие ошибки — результат определенной тенденции, свойственной принимающим решения группам: подавлять инакомыслие в интересах единства группы.
3) Групповой ритуал
Обязательное воспроизведение какой-то групповой процедуры с наделением ее самостоятельным (символическим смыслом).
Локус угрозы: Внутренний.
Предмет защиты: Все аспекты групповой целостности.
Ритуал — это механизм, продуцирующий групповую солидарность и поддерживающий единство «социального тела». Символическая система социальной общности существует за счет ритуала, коллективных собраний, в ходе которых индивиды воздают должное символам, а значит, утверждают установившийся социальный, моральный порядок. В ходе ритуала совместные действия, жесты, слова, адресованные сакральному объекту, синхронизация движений, стимулируют эмоциональное возбуждение, энтузиазм, экзальтацию индивидов. Индивиды демонстрируют свою приверженность групповым ценностям и групповую идентичность. Вновь утверждаются социальные связи участников между собой и отдельно взятого индивида с сообществом — устанавливается групповое единство, солидарность.
4) Ингрупповой фаворитизм
Межгрупповое сравнение в пользу своей группы, тенденция благоприятствовать своей группе и ее членам при сравнении с другими сопоставимыми с ней группами (предпочтение своей группы).
Локус угрозы: Внешний.
Предмет защиты: Динамический аспект групповой целостности.
Имеет три измерения: эмоциональное (позитивная эмоциональная оценка своей группы, симпатия, гордость); когнитивное (приписывание позитивных характеристик своей группе, своя группы — эталон, точка отсчета, в соответствии с которой сравниваются остальные); поведенческое (сотрудничество, взаимопомощь членов группы; распределение ресурсов в пользу своей группы).
5) Самоизоляция
Ограничения вплоть до полного запрета контактов с внешней социальной средой.
Локус угрозы: Внешний.
Предмет защиты: Все аспекты групповой целостности.
Исследователи, опирающиеся на идеи параметрического подхода, развиваемого Л. И. Уманским, выделяют особую стадию развития группы — приобретение ею элементов корпоративности, становление корпорацией. Это группа характеризуется замкнутостью, закрытостью и ей присущи гипертрофированные черты автономизации, ведущие к «групповому эгоизму», изоляции от других групп более крупной социальной общности, противостоянию им.
6) Групповой миф
Взаимное согласование искаженных групповых ролей.
Локус угрозы: Внутренний.
Предмет защиты: Структурный и динамический аспекты групповой целостности.
Групповой миф обеспечивает единство и целостность группы. Он помогает описать объективную реальность таким образом, что противоречия и непостижимые явления становятся объяснимыми и менее травмирующими, пугающими для членов группы. Однако чрезвычайно высокий уровень мифологизации ведет к потере эффективности основной деятельности группы. «Защитный» миф делает группу негибкой и акцентированной на поддержании традиций, статуса-кво более чем на той деятельности, которую группа должна выполнять.
7) Социальный стереотип аутгруппы
Содержание образа и правила восприятия членов «чужой» группы как резко отличающихся от «своих».
Локус угрозы: Внешний.
Предмет защиты: Топологический аспект групповой целостности.
Существует дифференциация в форме противопоставления и в форме сопоставления. В первом варианте образы своей и чужой группы полярны, зеркально противоположны (добрый-злой, раскованный-развязный). Второй вариант — это случай миролюбивой нетождественности: образы своей и чужой группы взаимодополняемы («мы — добрые и отзывчивые, они — деловитые, предприимчивые»). Но это все же пример дифференциации: черты, которыми обладает «своя» группа, более важные, чем те которыми обладает «чужая» группа («быть добрым важнее, чем прагматичным»).
8) Фиксация внутригрупповой статусной иерархии
Становление и жесткое соблюдение неравенства позиций членов группы в системе межличностных отношений.
Локус угрозы: Внутренний.
Предмет защиты: Структурный и динамический аспекты групповой целостности.
Такое явление характерно для групп, представляющих собой закрытые системы. Жесткость, ригидность, непроницаемость — факторы, существенно влияющие на интенсификацию процесса интрагруппового структурирования и задающие тип внутригрупповой структуры.
9) Формализация внутригрупповой коммуникации
Осложнение коммуникационных потоков внутри группы: затруднение прямых контактов, чрезмерный контроль за тематикой и содержанием сообщений.
Локус угрозы: Внутренний.
Предмет защиты: Структурный и динамический аспекты групповой целостности.
С одной стороны, это неизбежная форма стабилизации всякой совместной деятельности. Формализация — это задавание образцов, программирование, которое, естественно, означает сужение диапазона выбора, ограничение, подчинение субъективной воли участника организации безличному порядку. Однако если группа столкнется с необходимостью многообразных вариантов решения проблемы, то это непременно войдет в противоречие со стремлением к однообразию — сущностью формализации.
10) Экстернальная атрибуция неуспеха групповой деятельности
Объяснение группового неуспеха за счет внешних факторов.
Локус угрозы: Внешний
Предмет защиты: Динамический аспект групповой целостности.
В ситуации состязания успех своей группы люди объясняют, как правило, внутригрупповыми факторами (слаженность в работе, командный дух, ум, энтузиазм, талант участников), а неудачи — факторами внешними (случайными: помехи в работе, неисправность техники, дефицит времени), успех и неудачи чужой группы объясняют строго противоположным образом.
11) Социальная леность
Общая производительность группы меньше суммы индивидуальных усилий. Появляется в ситуациях, когда люди сообща трудятся ради достижения общей цели, при этом каждый по отдельности не несет ответственности за прилагаемые усилия.
12) Моббинг
Сплоченность трудового коллектива в борьбе против одного из своих членов, стремление в порыве «искреннего негодования» каждый день по мелочам «отравлять» ему жизнь. Вражда с одним из сотрудников объединяет всех остальных членов группы: для того чтобы почувствовать единство, они начинают «дружить против кого-то». У них появляются новые темы для разговоров, новое поле для совместных действий.